# Gynoplistia orophila
Gynoplistia orophila là một loài ruồi trong họ Limoniidae. Chúng phân bố ở miền Australasia.